# Papežská rada Justitia et pax
Papežská rada Justitia et pax (lat.: Pontificium Consilium de Iustitia et Pax, česky Spravedlnost a mír) je jednou z dikasterií římské kurie. Věnuje se učení církve ve veřejných věcech, dodržování míru a spravedlnosti. Při biskupských konferencích existují jednotlivé rady Justitia et Pax.

## Historie
Od roku 2009 je prefektem rady kardinál Peter Turkson. V roce 1967 papež Pavel VI. v motu proprio Christi Ecclesiam ustanovil komisi „Iustitia et Pax“. V roce 1988 ji papež Jan Pavel II. povýšil na papežskou radu.

### Zrušení
Dne 17. srpna 2016 zřídil papež František nové Dikasterium pro službu integrálnímu lidskému rozvoji, do nějž byla tato papežská rada včleněna a zanikla k 1. lednu 2017.

## Předsedové
- 1967–1976: Maurie Roy
- 1976–1984: Bernardin Gantin
- 1984–1998: Roger Etchegaray
- 1998–2002: François Xavier Nguyễn Văn Thuận
- 2002–2009: Renato Raffaele Martino
- 2009–2016: Peter Kodwo Appiah Turkson